# فهرست دریاهای افغانستان
فهرست رودهای کشور افغانستان:
دریاهای (در فارسی ایران رود) افغانستان، از کوه‌های مرکزی و مناطق شرقی کشور سرچشمه گرفته، به سمت غرب و جنوب جریان می‌یابد. به دلیل ارتفاع زیاد کوه‌ها و کاهش نسبتاً سریع ارتفاع کوه‌ها، سرعت آب‌ها بسیار زیاد است و به همین جهت برای تولید انرژی برق مناسب است.

## آ

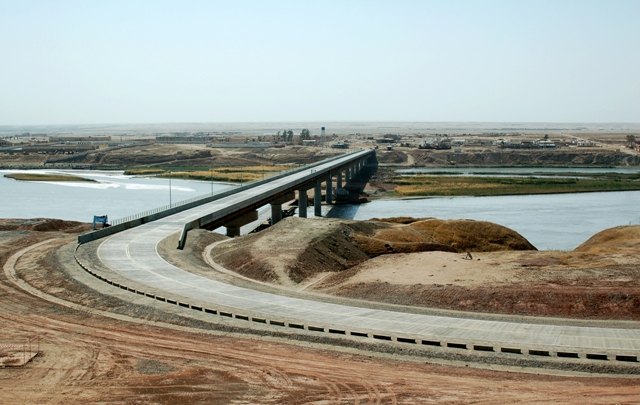
پل افغانستان-تاجیکستان روی آمودریا در سال ۲۰۰۷.

| آمودریا |

## ا

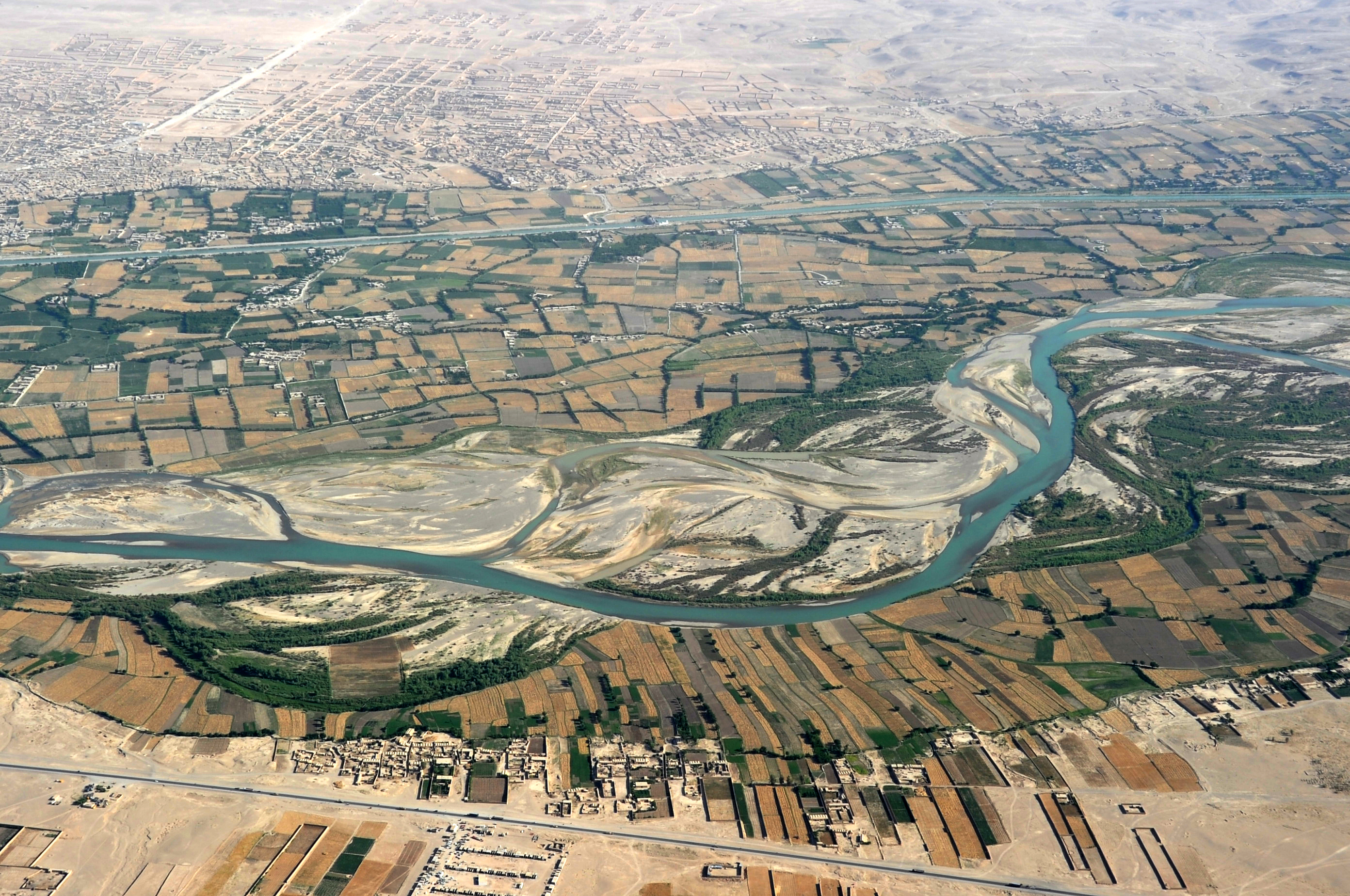
رود ارغنداب در ولایت قندهار

| اولنگ | اندراب (رود) | ارغنداب | ارغستان | الینگار | الیشانگ |

## ب
| برتنگ | بلخاب | بارا |

## پ

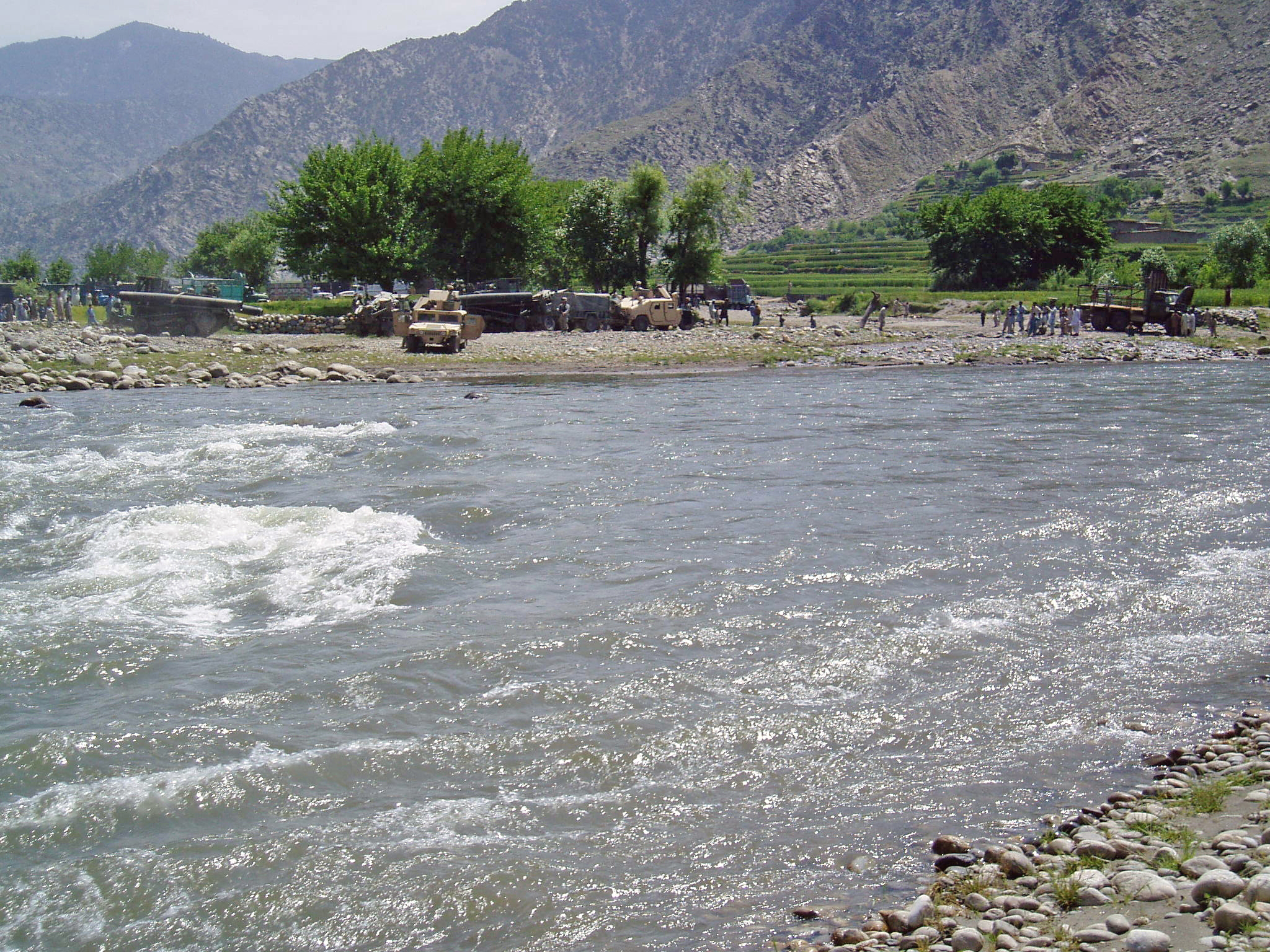
دریای پیچ در ولایت کنر

| پنج رود | پنجشیر | پامیر | پیچ |

## ت
| تکاب استادن | ترناک | تخار | ترین |

## خ
| خاشرود | خُلم | خان‌آباد |

## د
| رود دوری |

## ژ

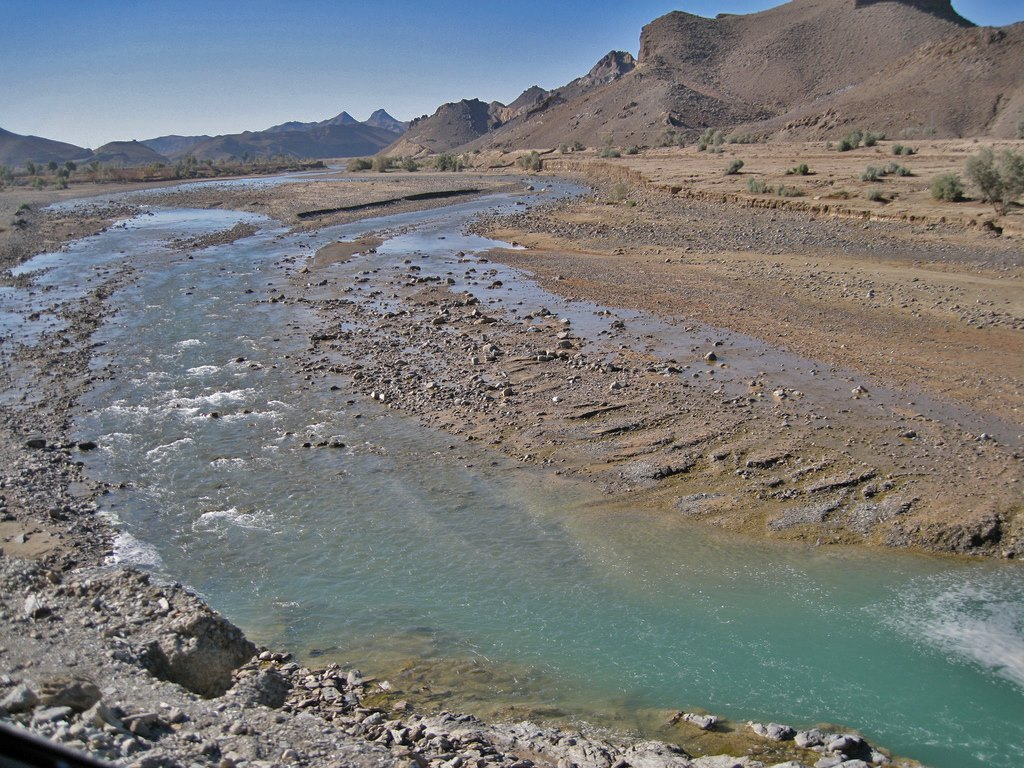
دریای ژوب

| ژوب |

## س
| سفیدرود | سرخاب | سالنگ |

## ش
| شیرین تگاب |

## غ
| غوربند | غزنی |

## ف
| فراه رود |

## ک

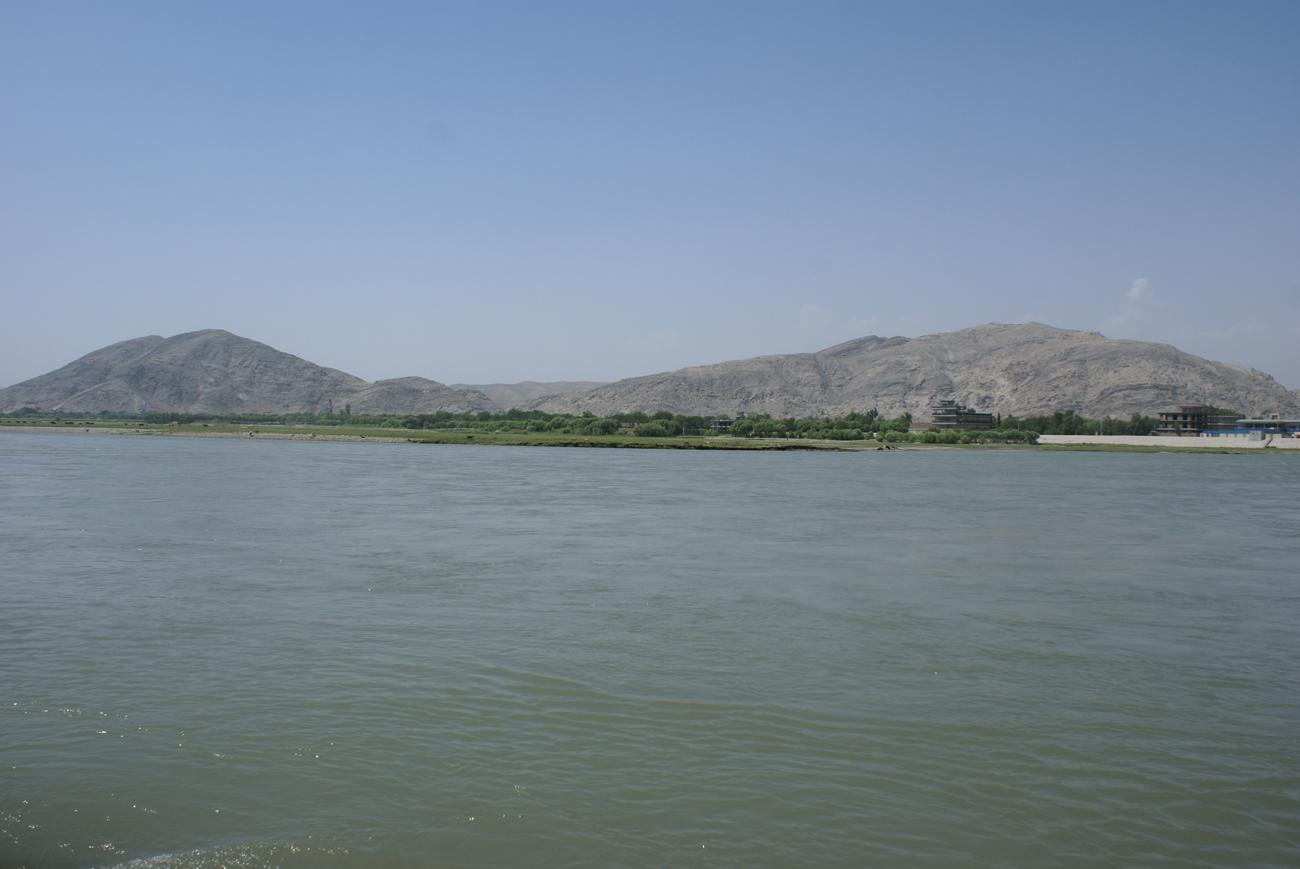
دریای کابل، در نزدیکی جلال‌آباد

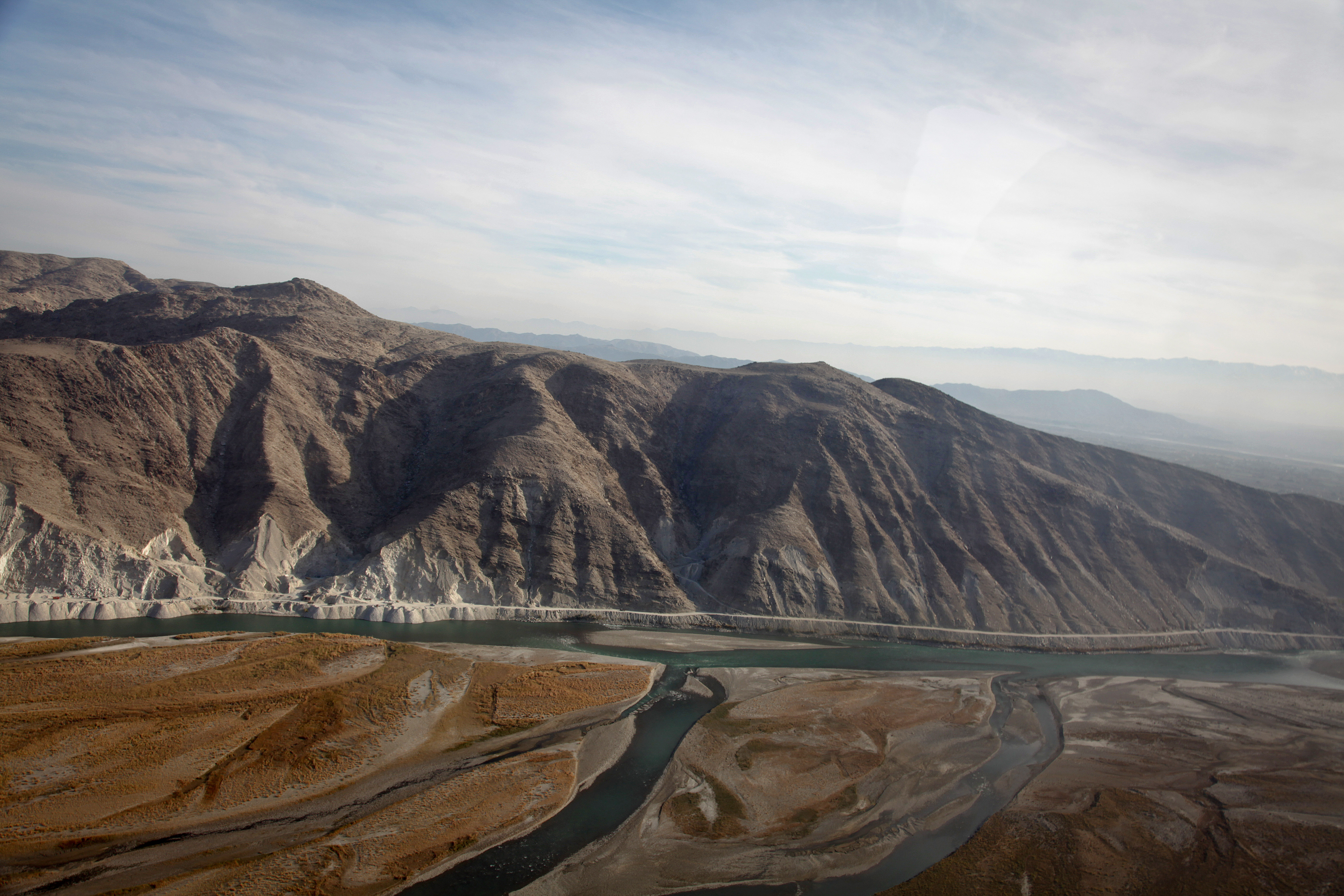
دریای کنر در ولایت ننگرهار

| کابل | کوکچه | کندوز | کرم | کنر | کاج | کوشک |

## گ
| گز | گومل |

## ل
| لوره | لندی سیند | لوگر |

## م

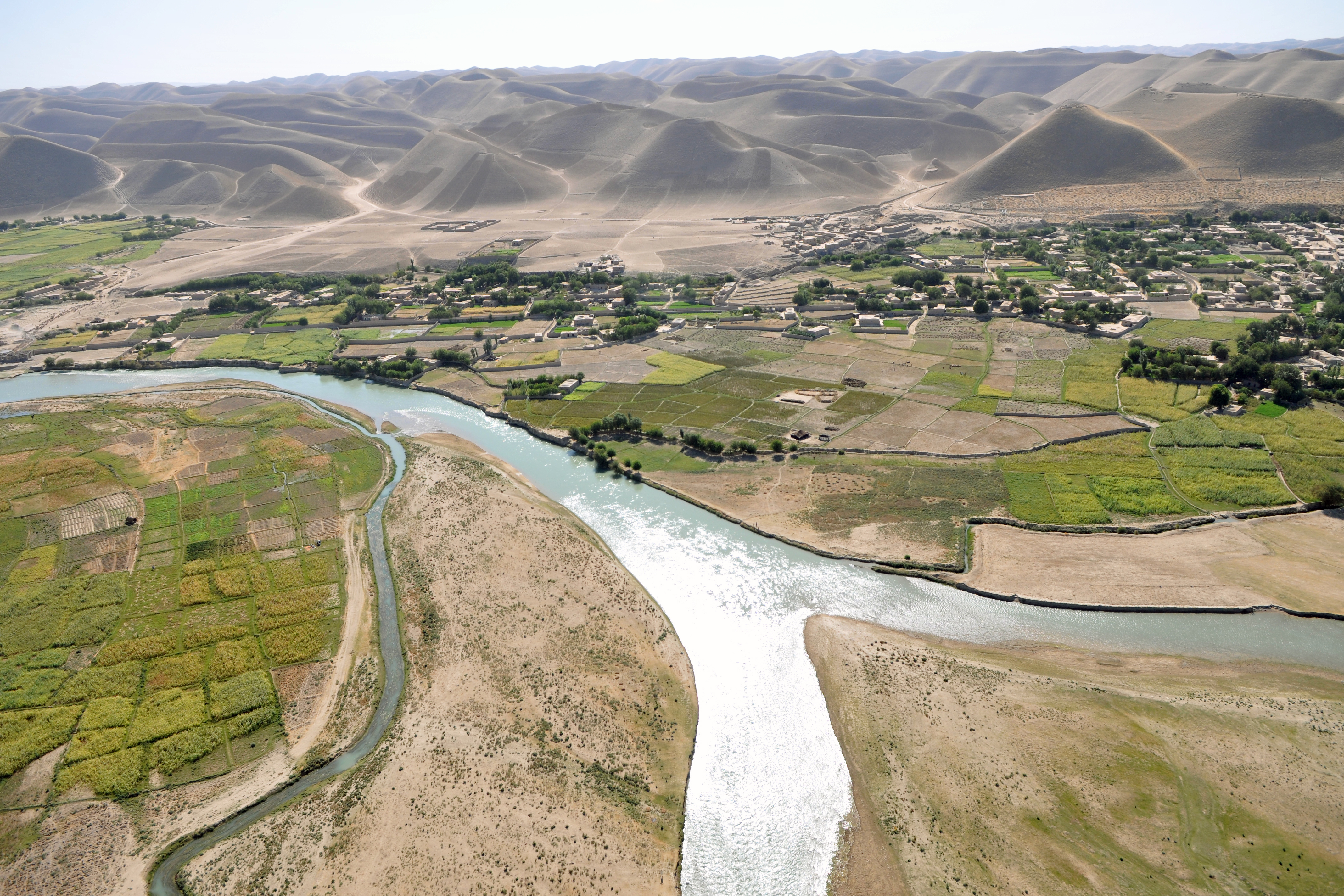
رود مرغاب در ولایت بادغیس

| مرغاب | موسی‌قلعه |

## ن
| نیزنگ |

## ه

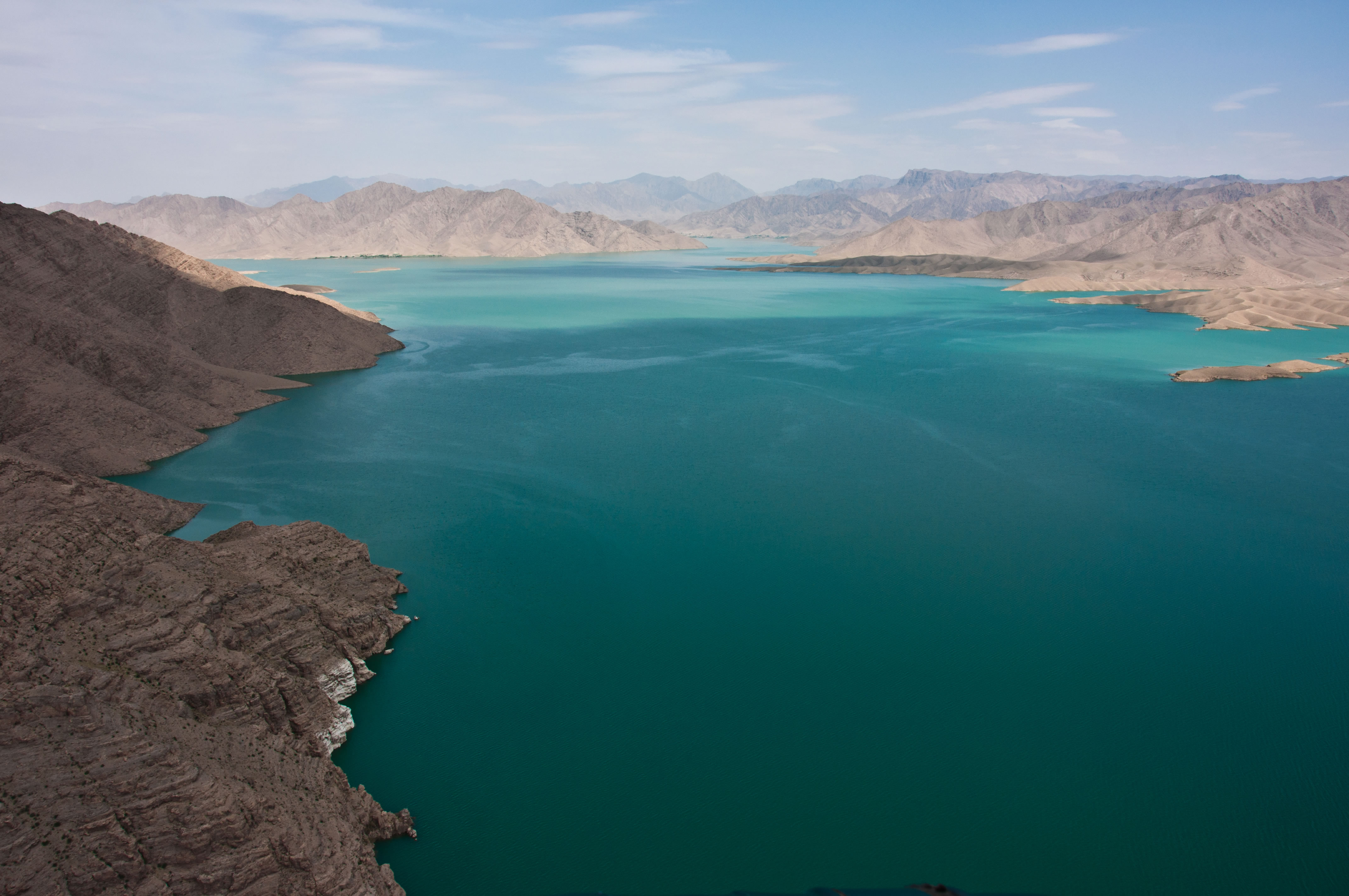
رود هلمند

| هریرود | هیرمند | هاروت رود |

## و
| واخان |